# Cleora
Cleora är ett släkte av fjärilar som beskrevs av Curtis 1825. Cleora ingår i familjen mätare.

## Bildgalleri

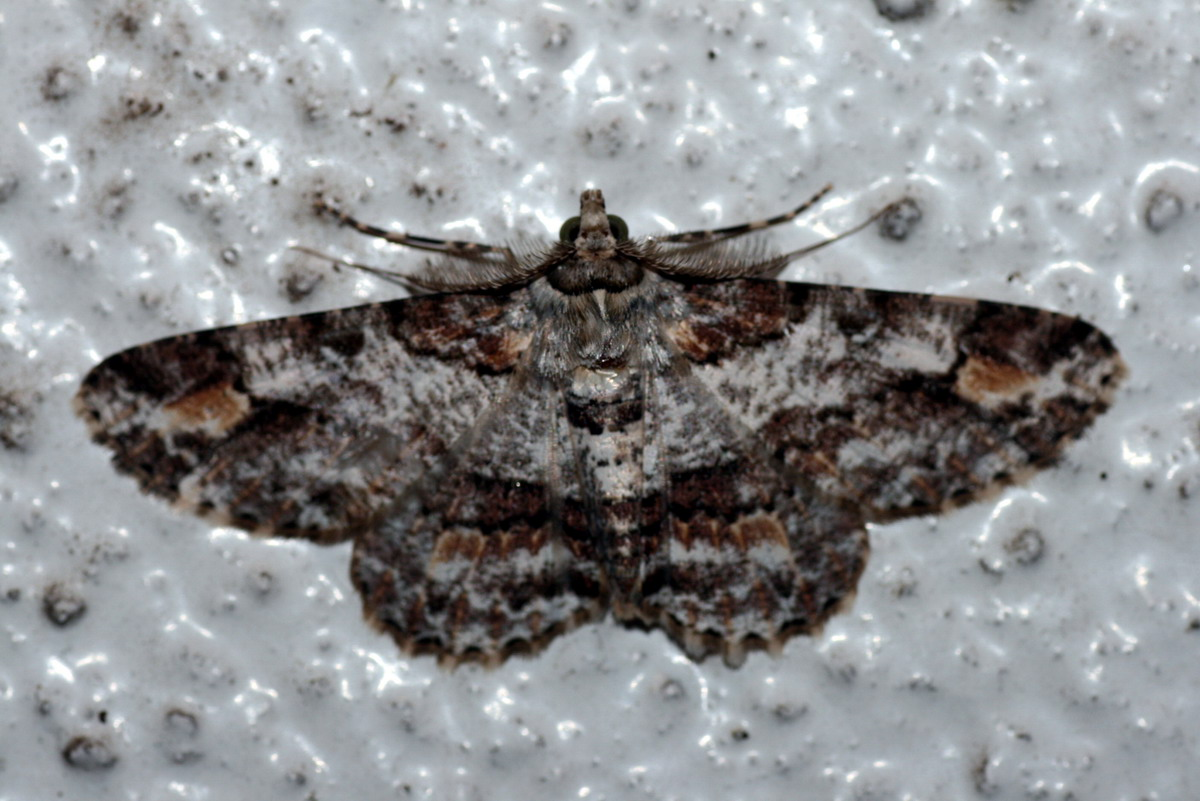
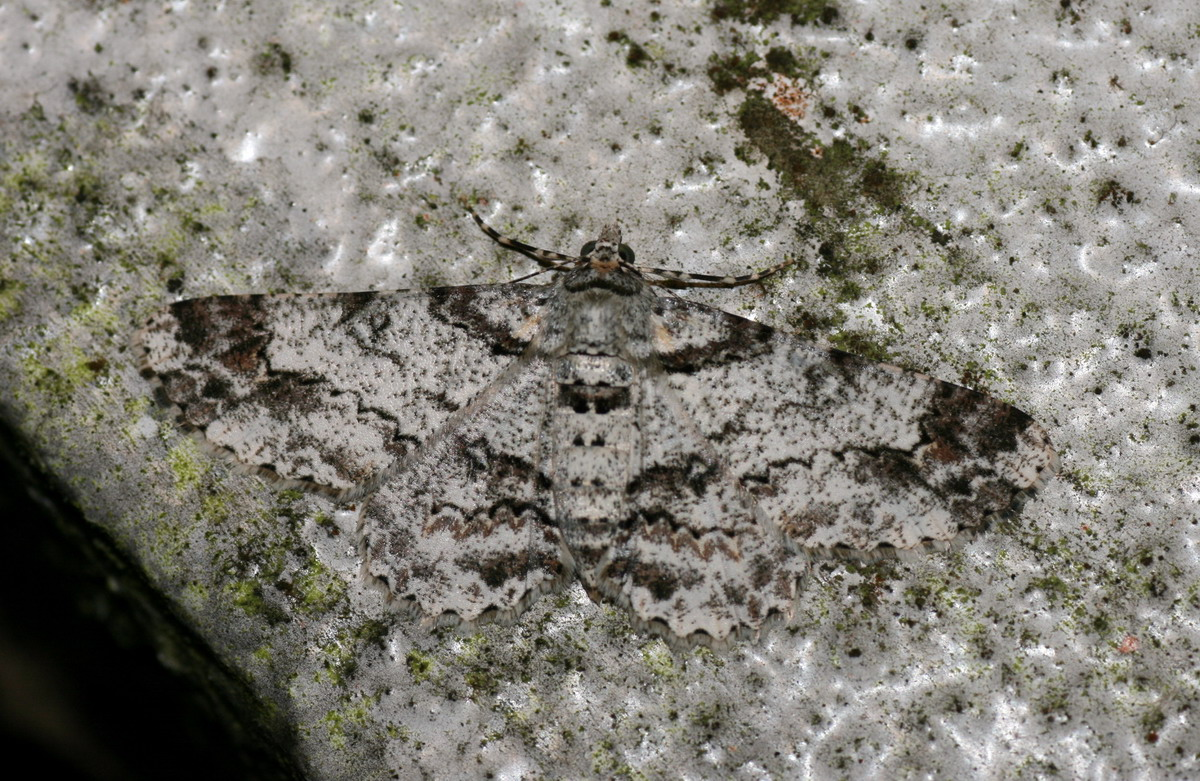

## Dottertaxa tillCleora, i alfabetisk ordning[1][2]
- Cleora acaciaria
- Cleora acacicola
- Cleora acerata
- Cleora acuata
- Cleora aculeata
- Cleora acutiorata
- Cleora adustaria
- Cleora aequivoca
- Cleora albibasis
- Cleora albitrigonis
- Cleora albobrunneata
- Cleora alexis
- Cleora alienaria
- Cleora amamiensis
- Cleora amphidoxa
- Cleora amydropa
- Cleora anacantha
- Cleora anestiaria
- Cleora angustivalvis
- Cleora anidryta
- Cleora antipodaria
- Cleora apista
- Cleora arcuata
- Cleora areataria
- Cleora arenacea
- Cleora arenosa
- Cleora argicerauna
- Cleora argillacea
- Cleora atriclava
- Cleora atrolinearia
- Cleora bathyscia
- Cleora batillata
- Cleora berylaria
- Cleora betularia
- Cleora biclavata
- Cleora bicornis
- Cleora bigladiata
- Cleora boetschi
- Cleora bowesi
- Cleora braeckeli
- Cleora brooksi
- Cleora brunneofusa
- Cleora buruensis
- Cleora buxtoni
- Cleora caledonica
- Cleora callicrossa
- Cleora caminariata
- Cleora cancer
- Cleora carcassoni
- Cleora celebesa
- Cleora cheesmanae
- Cleora cinctaria
- Cleora cinereomarginata
- Cleora cinnamomea
- Cleora cnephaea
- Cleora collenettei
- Cleora colorata
- Cleora columbaria
- Cleora compactaria
- Cleora compectinata
- Cleora concentraria
- Cleora consimilaria
- Cleora constricta
- Cleora contiguata
- Cleora cordata
- Cleora cornaria
- Cleora costiplaga
- Cleora crina
- Cleora cryptogonia
- Cleora cucullata
- Cleora cultrata
- Cleora dacasini
- Cleora dactylata
- Cleora dargei
- Cleora decisaria
- Cleora deletaria
- Cleora derogaria
- Cleora desiccata
- Cleora determinata
- Cleora diphasia
- Cleora discipuncta
- Cleora displicata
- Cleora diversa
- Cleora dobboensis
- Cleora dodonaeae
- Cleora dothionis
- Cleora duponcheli
- Cleora ecdees
- Cleora echinodes
- Cleora eichhorni
- Cleora elegans
- Cleora epiclithra
- Cleora epistictis
- Cleora erebaria
- Cleora esoterica
- Cleora etesiae
- Cleora euboliaria
- Cleora eumelana
- Cleora expleta
- Cleora exsilata
- Cleora extendata
- Cleora falculata
- Cleora fasciata
- Cleora fenestrata
- Cleora ferrata
- Cleora fieldi
- Cleora fijiensis
- Cleora flaccida
- Cleora flavifasciata
- Cleora flavilauta
- Cleora flaviorata
- Cleora flavipars
- Cleora flavipleta
- Cleora flavivenata
- Cleora fletcheri
- Cleora forficulata
- Cleora fowlesi
- Cleora fraterna
- Cleora frigescens
- Cleora fuliginata
- Cleora fuliginosa
- Cleora fumata
- Cleora fumipennis
- Cleora fumosa
- Cleora funesta
- Cleora fuscaria
- Cleora fuscolimbata
- Cleora fusconebulata
- Cleora gelidaria
- Cleora glaucata
- Cleora godeffroyi
- Cleora goldfinchi
- Cleora gypsochroa
- Cleora hastata
- Cleora hemiopa
- Cleora hemipyrsa
- Cleora herbuloti
- Cleora hermaea
- Cleora hoplogaster
- Cleora hospita
- Cleora ictiubasis
- Cleora idiocrossa
- Cleora illustraria
- Cleora immemorata
- Cleora imparata
- Cleora impletaria
- Cleora inaequipicta
- Cleora incompletaria
- Cleora inconspicuata
- Cleora indiga
- Cleora inelegans
- Cleora inflexaria
- Cleora injectaria
- Cleora inobeda
- Cleora inoffensa
- Cleora inopinata
- Cleora inornata
- Cleora insolita
- Cleora insularum
- Cleora inusitata
- Cleora invalidaria
- Cleora invectaria
- Cleora javana
- Cleora kalisi
- Cleora keravatensis
- Cleora kobeensis
- Cleora lacrymata
- Cleora lacteata
- Cleora lamella
- Cleora lamottei
- Cleora lanaris
- Cleora lauensis
- Cleora legalis
- Cleora legrasi
- Cleora leptopasta
- Cleora leucophaea
- Cleora leucostigma
- Cleora levata
- Cleora lichenina
- Cleora licornaria
- Cleora lima
- Cleora limitata
- Cleora lipotera
- Cleora longifibulata
- Cleora lophia
- Cleora lucialata
- Cleora luzonensis
- Cleora macracantha
- Cleora maculata
- Cleora manitoba
- Cleora meceoscia
- Cleora mecistoscia
- Cleora melanochorda
- Cleora menanaria
- Cleora minorata
- Cleora minutaria
- Cleora mjoebergi
- Cleora moniliata
- Cleora monodactylla
- Cleora munda
- Cleora munditibia
- Cleora myrmidonaria
- Cleora nausori
- Cleora neomenia
- Cleora nesiotis
- Cleora nigerrima
- Cleora nigraria
- Cleora nigrata
- Cleora nigrifasciata
- Cleora nigrifrons
- Cleora nigrilinea
- Cleora nigrisparsalis
- Cleora nigristigma
- Cleora nigrofasciaria
- Cleora nigronotaria
- Cleora noatau
- Cleora obiana
- Cleora obsitaria
- Cleora occidens
- Cleora ochricollis
- Cleora octopunctata
- Cleora oculata
- Cleora oligodranes
- Cleora olivata
- Cleora olivomaculata
- Cleora onycha
- Cleora oriadelpha
- Cleora paepalima
- Cleora pagina
- Cleora panagrata
- Cleora panarista
- Cleora papillifer
- Cleora paradoxa
- Cleora particolor
- Cleora parviorata
- Cleora pascuaria
- Cleora pavlitzkiae
- Cleora pendleburyi
- Cleora perbona
- Cleora perfumosa
- Cleora perlepidaria
- Cleora perstricta
- Cleora phaea
- Cleora pheucta
- Cleora plax
- Cleora polymiges
- Cleora praia
- Cleora processaria
- Cleora proemia
- Cleora projecta
- Cleora proletaria
- Cleora properata
- Cleora propulsaria
- Cleora prosema
- Cleora psectra
- Cleora psychastis
- Cleora pupillata
- Cleora purissima
- Cleora pusillanimis
- Cleora quadrimaculata
- Cleora quirosi
- Cleora radula
- Cleora raphis
- Cleora rasanaria
- Cleora refota
- Cleora repetita
- Cleora repulsaria
- Cleora rhadia
- Cleora rhamphoides
- Cleora rostella
- Cleora rostrata
- Cleora rothkirchi
- Cleora rufigrisea
- Cleora russoi
- Cleora sabulata
- Cleora saltuensis
- Cleora samoana
- Cleora schulzei
- Cleora scobina
- Cleora scripta
- Cleora scriptaria
- Cleora semialba
- Cleora semibrunnea
- Cleora semidiscata
- Cleora separata
- Cleora serena
- Cleora serrata
- Cleora sesquibrunnea
- Cleora sevocata
- Cleora sidamo
- Cleora siderata
- Cleora simplex
- Cleora solita
- Cleora stenoglypta
- Cleora stigmaticata
- Cleora subbarbara
- Cleora subcincta
- Cleora sublectaria
- Cleora sublunaria
- Cleora submarmoraria
- Cleora subnigrata
- Cleora subspurcata
- Cleora suffusa
- Cleora superfumata
- Cleora talaseensis
- Cleora tamsi
- Cleora tangens
- Cleora taprobana
- Cleora tella
- Cleora telloides
- Cleora tenebrata
- Cleora thelia
- Cleora thyris
- Cleora tongaica
- Cleora tora
- Cleora toulgoetae
- Cleora transfixaria
- Cleora transversaria
- Cleora trigrapta
- Cleora trisinuata
- Cleora tulbaghata
- Cleora turlini
- Cleora undaria
- Cleora vatia
- Cleora venustaria
- Cleora viettei
- Cleora vitensis
- Cleora vittata
- Cleora xanthorrhages
- Cleora yakushimana